# El Mante, San Luis Potosí
El Mante är en ort i Mexiko.   Den ligger i kommunen Tanlajás och delstaten San Luis Potosí, i den centrala delen av landet, 250 km norr om huvudstaden Mexico City. El Mante ligger 93 meter över havet och antalet invånare är 211.
Terrängen runt El Mante är kuperad åt sydost, men åt nordväst är den platt. Terrängen runt El Mante sluttar norrut. Runt El Mante är det ganska tätbefolkat, med 111 invånare per kvadratkilometer. Närmaste större samhälle är Tampate, 16,6 km väster om El Mante. I omgivningarna runt El Mante växer huvudsakligen savannskog.